# Звезд
Звезд је насеље у Србији у општини Владимирци у Мачванском округу. Према попису из 2022. било је 582 становника.

## Галерија
- Зграда Дома културе
- Споменик палим борцима
- Споменик палим борцима
- Сеоска школа
- Сеоска школа
- Зграда задруге

## Демографија
У насељу Звезд живи 620 пунолетних становника, а просечна старост становништва износи 39,7 година (39,7 код мушкараца и 39,7 код жена). У насељу има 253 домаћинства, а просечан број чланова по домаћинству је 3,21.
Ово насеље је великим делом насељено Србима (према попису из 2002. године), а у последња три пописа, примећен је пад у броју становника.
|  |

| Демографија | Демографија | Демографија |
| Година      | Становника  | Становника  |
| ----------- | ----------- | ----------- |
| 1948.       | 1.029       |             |
| 1953.       | 1.069       |             |
| 1961.       | 990         |             |
| 1971.       | 956         |             |
| 1981.       | 957         |             |
| 1991.       | 817         | 752         |
| 2002.       | 813         | 929         |

| Етнички састав према попису из 2002.‍ | Етнички састав према попису из 2002.‍ | Етнички састав према попису из 2002.‍ | Етнички састав према попису из 2002.‍ | Етнички састав према попису из 2002.‍ |
| ------------------------------------ | ------------------------------------ | ------------------------------------ | ------------------------------------ | ------------------------------------ |
|                                      |                                      |                                      |                                      |                                      |
| Срби                                 | Срби                                 |                                      | 795                                  | 97,78%                               |
| Румуни                               | Румуни                               |                                      | 1                                    | 0,12%                                |
| Македонци                            | Македонци                            |                                      | 1                                    | 0,12%                                |
| непознато                            | непознато                            |                                      | 8                                    | 0,98%                                |

| Година пописа     | 1948. | 1953. | 1961. | 1971. | 1981. | 1991. | 2002. |
| ----------------- | ----- | ----- | ----- | ----- | ----- | ----- | ----- |
| Број домаћинстава | 195   | 207   | 208   | 237   | 257   | 238   | 253   |

| Број чланова      | 1  | 2  | 3  | 4  | 5  | 6  | 7 | 8 | 9 | 10 и више | Просек |
| ----------------- | -- | -- | -- | -- | -- | -- | - | - | - | --------- | ------ |
| Број домаћинстава | 55 | 61 | 28 | 49 | 26 | 24 | 5 | 2 | 0 | 3         | 3,21   |

| Пол    | Укупно | Неожењен/Неудата | Ожењен/Удата | Удовац/Удовица | Разведен/Разведена | Непознато |
| ------ | ------ | ---------------- | ------------ | -------------- | ------------------ | --------- |
| Мушки  | 331    | 78               | 221          | 17             | 15                 | 0         |
| Женски | 329    | 45               | 221          | 57             | 5                  | 1         |
| УКУПНО | 660    | 123              | 442          | 74             | 20                 | 1         |

| Пол    | Укупно                    | Пољопривреда, лов и шумарство | Рибарство                            | Вађење руде и камена | Прерађивачка индустрија       |
| ------ | ------------------------- | ----------------------------- | ------------------------------------ | -------------------- | ----------------------------- |
| Мушки  | 207                       | 148                           | 0                                    | 2                    | 17                            |
| Женски | 163                       | 137                           | 0                                    | 0                    | 5                             |
| УКУПНО | 370                       | 285                           | 0                                    | 2                    | 22                            |
| Пол    | Производња и снабдевање   | Грађевинарство                | Трговина                             | Хотели и ресторани   | Саобраћај, складиштење и везе |
| Мушки  | 1                         | 7                             | 16                                   | 0                    | 7                             |
| Женски | 0                         | 0                             | 11                                   | 6                    | 0                             |
| УКУПНО | 1                         | 7                             | 27                                   | 6                    | 7                             |
| Пол    | Финансијско посредовање   | Некретнине                    | Државна управа и одбрана             | Образовање           | Здравствени и социјални рад   |
| Мушки  | 0                         | 1                             | 3                                    | 2                    | 1                             |
| Женски | 0                         | 0                             | 0                                    | 2                    | 2                             |
| УКУПНО | 0                         | 1                             | 3                                    | 4                    | 3                             |
| Пол    | Остале услужне активности | Приватна домаћинства          | Екстериторијалне организације и тела | Непознато            | Непознато                     |
| Мушки  | 1                         | 0                             | 0                                    | 1                    | 1                             |
| Женски | 0                         | 0                             | 0                                    | 0                    | 0                             |
| УКУПНО | 1                         | 0                             | 0                                    | 1                    | 1                             |